# Casa de la Mare de Déu (Altafulla)
Casa de la Mare de Déu és una obra del municipi d'Altafulla (Tarragonès) protegida com a bé cultural d'interès local.

## Descripció
La casa de la Mare de Déu està situada d'esquena a la plaça de l'església aprofitant el desnivell que es produeix entre aquesta i el carrer del Forn.
Té planta baixa, pis i graner. Està construïda amb maçoneria reforçada amb carreus als angles. La base de la casa té com a punt de sustentació la roca que forma el turó de la Vila Closa d'Altafulla.
La porta d'accés està perfilada per un arc escarser; al pis noble hi ha dues finestres senzilles, però emmarcades per un arc mixtilini, que té com a base de suport dues pinyes, cosa que li dona molta gràcia.
La construcció de l'edifici data de l'any 1603. A la façana del carrer del Forn hi ha una finestra d'estil neogòtic que data de l'any 1800 que està superposat a l'edifici.
A l'interior de la casa també es pot observar una torre medieval quadrada.